# Andrei Avinoff
 (novembre 2024).
La mise en forme du texte ne suit pas les recommandations de Wikipédia : il faut le « wikifier ».
Les points d'amélioration suivants sont les cas les plus fréquents :
- Les titres sont pré-formatés par le logiciel. Ils ne sont ni en capitales, ni en gras.
- Le texte ne doit pas être écrit en capitales (les noms de famille non plus), ni en gras, ni en italique, ni en « petit »…
- Le gras n'est utilisé que pour surligner le titre de l'article dans l'introduction, une seule fois.
- L'italique est rarement utilisé : mots en langue étrangère, titres d'œuvres, noms de bateaux, etc.
- Les citations ne sont pas en italique mais en corps de texte normal. Elles sont entourées par des guillemets français : « et ».
- Les listes à puces sont à éviter, des paragraphes rédigés étant largement préférés. Les tableaux sont à réserver à la présentation de données structurées (résultats, etc.).
- Les appels de note de bas de page (petits chiffres en exposant, introduits par l'outil «  Source ») sont à placer entre la fin de phrase et le point final[comme ça].
- Les liens internes (vers d'autres articles de Wikipédia) sont à choisir avec parcimonie. Créez des liens vers des articles approfondissant le sujet. Les termes génériques sans rapport avec le sujet sont à éviter, ainsi que les répétitions de liens vers un même terme.
- Les liens externes sont à placer uniquement dans une section « Liens externes », à la fin de l'article. Ces liens sont à choisir avec parcimonie suivant les règles définies. Si un lien sert de source à l'article, son insertion dans le texte est à faire par les notes de bas de page.
- La présentation des références doit suivre les conventions bibliographiques. Il est recommandé d'utiliser les modèles {{Ouvrage}}, {{Chapitre}}, {{Article}}, {{Lien web}} et/ou {{Bibliographie}}. Le mode d'édition visuel peut mettre en forme automatiquement les références.
- Insérer une infobox (cadre d'informations à droite) n'est pas obligatoire pour parachever la mise en page.

Pour une aide détaillée, merci de consulter Aide:Wikification.
Si vous pensez que ces points ont été résolus, vous pouvez retirer ce bandeau et améliorer la mise en forme d'un autre article.
 (novembre 2024).
Andrei Avinoff (en russe Авинов, Андрей Николаевич), né le 14 février 1884 à Toulchyn et mort le 16 juillet 1949 à New York, est un artiste, lépidoptériste, professeur, bibliophile et iconographe américain d'origine russe. 
Il a été directeur du Musée Carnegie d'histoire naturelle de Pittsburgh de 1926 à 1945. 
Il est reconnu par les conservateurs comme l'un des artistes les plus importants d'Amérique du mouvement artistique russe du début du XXe siècle, Mir iskusstva (Monde de l'art en russe),,. 
Avinoff eut une approche interdisciplinaire dans un large éventail de domaines, montrant les liens entre la culture, la nature, la spiritualité et l'histoire de l'art.
Il rassembla une grande collection de papillons asiatiques, découvrant plusieurs nouvelles espèces en Asie centrale ; une porte son nom, le maharaja Parnassius Avinoff. 
Professeur adjoint dans les départements des beaux-arts et de biologie de l'Université de Pittsburgh, il est un expert des arts décoratifs, de l'art persan, des motifs naturels et de l'iconographie russe. 
Sa collection de livres est aujourd'hui conservée au Hillwood Museum de Washington. Elle sert de référence à L'icône et la hache (1966), une étude de la culture russe par James Billington, alors bibliothécaire du Congrès.

## Jeunesse et carrière en Russie
Andrei Avinoff est né à Toulchyn, dans l'actuelle Ukraine (appelée alors Petite Russie), dans une famille aristocratique russe remontant aux boyards de Novgorod. Il est le petit-fils de l'amiral Alexandre Avinoff, qui combattit à la bataille de Trafalgar (1805), et l'arrière-petit-fils de Vladimir Panaïeff (Panayev), ministre de la Cour impériale sous le règne du tsar Nicolas Ier (1825-1855), lequel missionna Panaïeff pour acquérir des œuvres d'art pour le musée de l'Ermitage et ce qui devint la collection du nouveau musée de l'Ermitage en 1852. Andrei, sa sœur Élisabeth et son frère Nicolas Avinoff apprirent parfaitement l'anglais, le français et l'allemand auprès de gouvernantes et de précepteurs. Après avoir obtenu son diplôme de droit à l'Université d'État de Moscou (1905), Avinoff fut nommé secrétaire général adjoint du Sénat et, en 1911, il fut nommé gentilhomme de compagnie à la cour du tsar Nicolas II, servant dans le corps diplomatique en tant que directeur des cérémonies. En 1915, pendant la Première Guerre mondiale, Avinoff se rendit à New York en tant qu'émissaire de l'Union Zemsky, une organisation similaire à la Croix-Rouge, en mission pour acheter des fournitures militaires pour l'armée impériale pendant la Première Guerre mondiale. Il était de retour à New York pour une deuxième mission, représentant le gouvernement provisoire, lorsque la révolution d'octobre 1917 éclata. Avinoff télégraphia à sa famille de quitter immédiatement la Russie. À l'exception de son frère aîné, Nicolas, et de son épouse, Marie Avinoff, toute la famille, y compris les gouvernantes, prit le dernier train du Transsibérien vers l'est à travers la Russie et traversa le Pacifique en bateau à vapeur pour se lancer dans une nouvelle vie aux États-Unis. Nicolas Avinoff est alors ministre-adjoint de l'Intérieur au sein du gouvernement provisoire de Kerenski. Il fut ensuite emprisonné à plusieurs reprises et finalement exécuté en 1937 par la police secrète de Yezhov lors de la purge stalinienne. Il est décrit dans Memoirs of a British Agent (1932) de R. H. Bruce Lockhart. Marie Avinoff fut l'une des rares aristocrates russes à avoir survécu à la révolution bolchevique, à la Grande Purge de Staline et à l'invasion allemande pendant la Seconde Guerre mondiale ; elle raconta son calvaire dans Marie Avinoff: Pilgrimage through Hell (1968).

## En Amérique
Laissés avec seulement ce qu'ils avaient pu emporter avec eux, la famille d'Avinoff acheta d'abord une ferme à Pine Bush, New York. La brève et peu fructueuse carrière agricole d'Avinoff prit fin à la fin de 1918 lorsqu'il fut appelé par le prince Georgy Lvov pour traduire pour lui, d'abord à Washington, lors de la réunion de Lvov avec le président Woodrow Wilson, puis à Versailles, où Avinoff aida à négocier le traité de Versailles pour le gouvernement provisoire russe à la conférence de paix de Paris,. En février 1919, Avinoff retourna à Pine Bush, où sa famille était devenue des visiteurs fréquents à proximité de Yama Farms Inn, une station balnéaire à la mode des Catskills qui attirait Thomas Edison, Harvey Firestone, Henry Ford et John D. Rockefeller ainsi que des écrivains, musiciens et philosophes célèbres,. Frank Seaman, le magnat de la publicité, fondateur de l'auberge Yama Farms Inn, contribua à lancer la carrière d'Avinoff en tant qu'artiste professionnel. Avinoff réalisa des illustrations publicitaires pour les produits de nombreuses grandes entreprises de l'époque, notamment pour le Cashmere Bouquet de Colgate-Palmolive et la première machine à écrire moderne pour la Underwood Typewriter Company. Seaman encouragea également la sœur d'Avinoff, Elizabeth Shoumatoff, dans sa carrière de portraitiste en lui octroyant l’opportunité de peindre plusieurs de ses clients fortunés,. La famille vendit la ferme en 1920 mais resta dans les environs, vivant dans un manoir colonial à Napanoch jusqu'en 1926, date à laquelle ils déménagèrent à Merrick, Long Island. Elizabeth Shoumatoff deviendra la célèbre portraitiste du Portrait inachevé de Franklin Delano Roosevelt réalisé à sa mort en 1945. Elle a peint plus de 3 000 portraits d'industriels, de dirigeants internationaux et de membres de certaines des familles les plus célèbres de la société américaine. Le mari d'Elizabeth, Leo Shoumatoff, était devenu le directeur commercial de la société d'avions d'Igor Sikorsky. Avinoff conçu le « S ailé », le premier logo de Sikorsky Aircraft, ainsi que d'autres premières illustrations promotionnelles pour la société alors naissante. Sa réputation de lépidoptériste attira l'attention du zoologiste Dr William J. Holland, qui dirigeait à la fois les musées Carnegie de Pittsburgh et l'université de Pittsburgh. En 1923, Holland proposa à Avinoff un poste de conservateur au département d'entomologie du musée d'histoire naturelle de l'Institut Carnegie. Andrei n’accepta pas au début, mais travailla occasionnellement pour le département tout en poursuivant sa brillante carrière d'artiste commercial. Cependant, en deux ans, Avinoff devient en 1926 le directeur du musée où il restera jusqu'à sa retraite en 1945. Ses réalisations comprennent des acquisitions, telles que le Tyrannosaurus rex du musée, ainsi que diverses contributions importantes dans les domaines de la botanique, de l'entomologie et de la biologie. Il guida le musée pendant la Grande Dépression puis la Seconde Guerre mondiale, tout en contribuant au développement de la muséologie en tant que discipline,,,. Enfin, il reçut un doctorat honorifique en sciences de l'Université de Pittsburgh en 1927. Les associés de recherche d'Avinoff au Carnegie Institute Museum of Natural History comprenaient Childs Frick et le lépidoptériste Cyril F. dos Passos, ainsi que Vladimir Nabokov, dont il connut le père en Russie. Avinoff devient citoyen américain en 1928,.

## Lépidoptériste

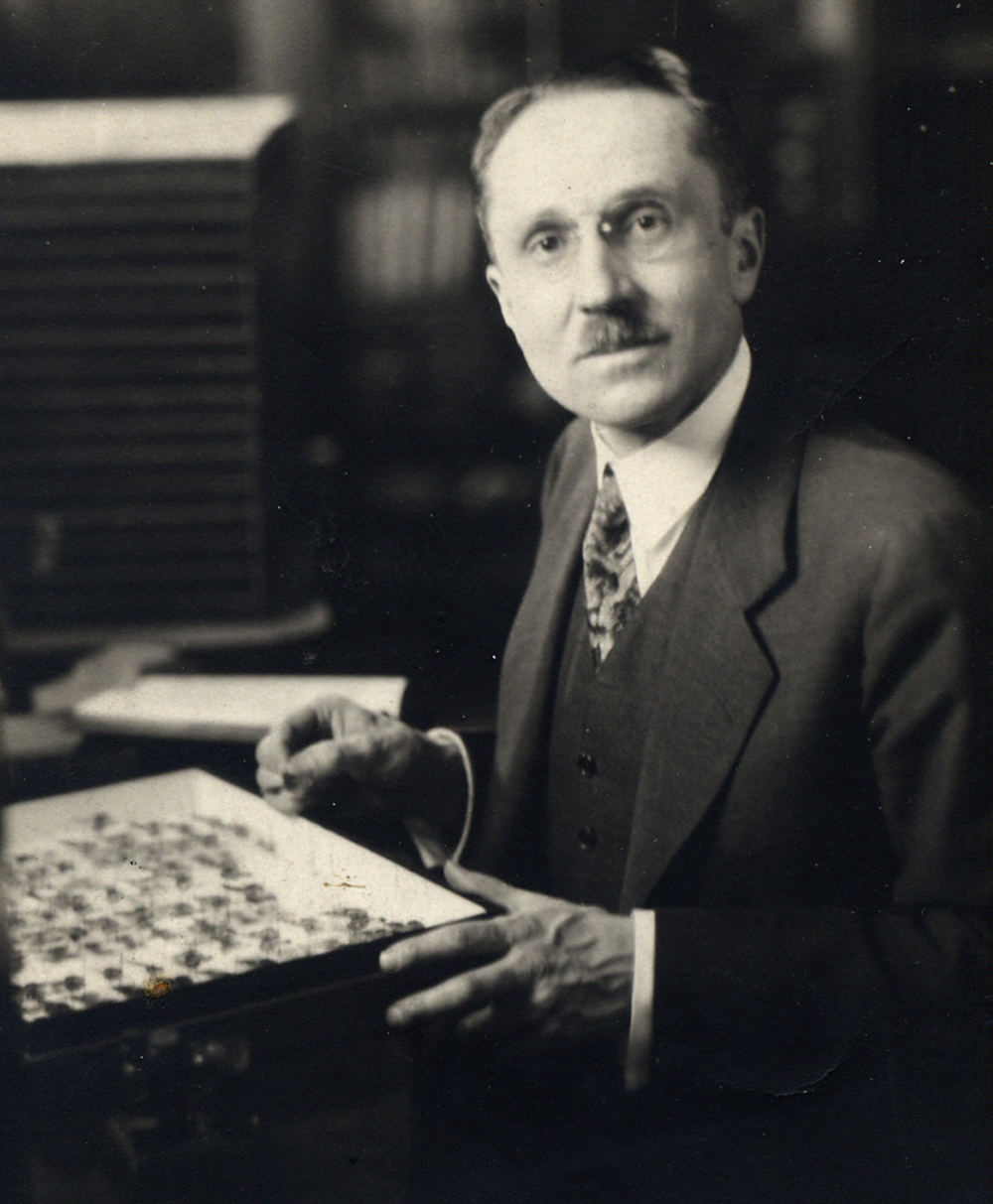
Andrei Avinoff avec sa collection de lépidoptères au Carnegie Museum de Pittsburgh.

En Russie, Avinoff parraina plus de 40 expéditions de collecte de papillons en Asie centrale. Il voyagea personnellement lors d'expéditions ardues en 1908 au Turkestan russe et au Pamir, en 1912 à travers l'Inde et le Cachemire par le col du Karakoram jusqu'au Ladakh et au « Turkestan chinois » (le bassin du Tarim), avant que ces régions ne soient ouvertes aux explorateurs. Avant les bouleversements politiques de 1917, il reçut la prestigieuse médaille d'or de la Société géographique impériale russe. Lorsqu'il quitta la Russie pour la dernière fois en septembre 1917, Avinoff dut abandonner sa volumineuse collection personnelle de plus de 80 000 spécimens, la plus grande collection de papillons asiatiques au monde, y compris sa découverte d'une nouvelle espèce, le Parnassius maharaja Avinoff.
La collection de papillons d'Avinoff fut nationalisée par les bolcheviks et se trouve aujourd'hui au Musée des sciences zoologiques de Saint-Pétersbourg, qui devint propriété du gouvernement. Dans les années 1930, les autorités soviétiques lui permirent de cataloguer la collection ; les spécimens lui furent expédiés à Pittsburgh par groupes, puis renvoyés par lui. Après la Seconde Guerre mondiale, la famille Mellon proposa de récupérer la collection, mais le gouvernement soviétique refusa. En Amérique, en finançant des expéditions de recherche de lépidoptères, Avinoff réussit à constituer une collection quasi-identique de papillons asiatiques qu'il offre au Musée Carnegie d'histoire naturelle. Entre 1926 et 1940, il fait six voyages de collecte en Jamaïque, qu'il décrit comme un « pays de rêve de splendeur tropicale »,. Son neveu Nicholas Shoumatoff (le fils de sa sœur Elizabeth) l'accompagna lors de cinq de ces voyages, pour qui Avinoff servit de figure paternelle après la mort de Leo Shoumatoff en 1928,. Ils capturèrent plus de quatorze mille « bots », comme on appelle les papillons et les mites en patois jamaïcain, doublant le nombre d'espèces connues sur l'île à plus d'un millier,. La collection d'Avinoff est exposée au Carnegie Museum of Natural History. Avinoff fut un membre éminent de la Entomological Society of America, dont il devint membre en 1939. Les premières recherches d'Avinoff sur les effets de la situation géographique sur la spéciation des papillons étaient considérées comme fondamentales dans le domaine à l'époque. Ses travaux révolutionnaires sur la biogéographie de la spéciation ont montré comment les membres du genre Karanasa ont évolué en de nouvelles espèces distinctes dans des vallées de montagne isolées de la chaîne du Pamir. Il a collaboré avec son collègue Walter Sweadner, conservateur d'entomologie au musée, sur The Karanasa Butterflies, A Study in Evolution. Cette monographie influente est finalisée par Sweadner et publiée en 1951, après la mort d'Avinoff et de Sweadner.

## Artiste

Image de couverture pour un article du Magazine Life sur Andrei Avinoff.

Avinoff fait preuve d'une polyvalence équivalente dans son travail d'artiste, apportant son expertise de polymathe en art et en zoologie aux expositions, publications et dessins du Carnegie Museum of Natural History durant toute la période de sa direction. Après les horaires de travail, il peignait, souvent pendant la nuit. L'artiste en Avinoff semble provenir du scientifique, car il croyait que l'art et la science étaient inextricablement liés. Le Dr Walter Read Hovey, directeur du département des beaux-arts de l'université de Pittsburgh, écrit dans l'introduction du catalogue d'exposition de la rétrospective de l'œuvre d'Avinoff, organisée par l'Institut Carnegie en 1953 : « Pour lui, l'art est un reflet de la nature. » Hovey ajouta : « Le génie du Dr Avinoff reflète toute la gamme de l'expérience humaine. ... Comme les maîtres de la Renaissance, il était doué dans de nombreux domaines, un scientifique distingué, un artiste, un spécialiste des musées, un mystique et un ami apprécié et populaire » [21] La production artistique d'Avinoff est prodigieuse. Pastels, fleurs, paysages, gravures, folios, dessins scientifiques et illustrations semblaient tous apparaître sans effort. Bien qu'il ait travaillé dans de nombreux médias, il était un maître de l'aquarelle,,. Ses œuvres d'art sont remarquables par leur précision, leur exécution exquise et leur élégance sans pareille, qualités abondamment démontrées dans les 450 illustrations botaniques peintes à partir de spécimens vivants pour Wild Flowers of Western Pennsylvania and the Upper Ohio Basin d'O. E. Jennings, publié en deux volumes par l'University of Pittsburgh Press en 1953. La plupart des illustrations d'Avinoff pour cette œuvre monumentale ont été créées entre 1941 et 1943. Ses autres œuvres d'après nature vont des arrangements de tulipes et de roses aux bouquets à la manière hollandaise. Ses peintures d'orchidées à partir de spécimens vivants de Planting Fields à Long Island, New York, sont devenues un folio. Avinoff vendait ses peintures à la manière hollandaise à des familles éminentes pour récolter des fonds afin de reconstituer sa collection de papillons asiatiques. De ces peintures, il dit : « J'ai transformé mes fleurs en papillons ! » Son expertise de l'art décoratif persan s'est exprimée dans des peintures rappelant les miniatures persanes. Et toujours présents, voletant à travers ses peintures, étaient ses papillons, représentant peut-être son propre esprit irrépressible et sa fascination pour la beauté de la nature et la nature éphémère de l'existence humaine. Également connu pour son exploration visuelle des royaumes métaphysiques, Avinoff créa des œuvres fantastiques avec des qualités mystiques et symboliques. Des anges, des démons terrifiants et des images apocalyptiques inquiétantes étaient fréquemment représentés dans son travail. Sa série d'illustrations pour le poème de Lermontov, Le Démon, raconte l'amour passionné et condamné d'un ange déchu pour la belle Tamara. L'une des séries d'illustrations les plus célèbres d'Avinoff, créée vers (1935-1938) pour La Chute de l'Atlantide (1938), un long poème en russe publié aux États-Unis par George V. Golokhvastoff. En 1944, Avinoff publia ces illustrations, réalisées à l'origine au fusain, à la craie, au pinceau, à la plume, par éclaboussures et par grattage sur papier, dans une édition limitée de photogravures. La plus connue est la dernière, le n° 17, La Mort du Grand Prêtre. De la destruction catastrophique de l'Atlantide, avec en arrière-plan la fumée fumante et la ziggourat en feu, la main desséchée du grand prêtre émerge des raz-de-marée tourbillonnants. Elle s'élève vers une constellation d'étoiles formant un ankh, symbole de la renaissance après la dévastation cataclysmique d'une culture arrogante. Dans des extraits inédits d'un essai sur son grand-oncle écrit pour le catalogue d'exposition Andrey Avinoff: In Pursuit of Beauty (2011), Antonia Shoumatoff remarque qu'Avinoff « avait l'intuition que le symbolisme de l'Atlantide et de l'apocalypse étaient métaphoriquement pertinents pour la civilisation moderne en tant que symboles de destruction et de renaissance. ... [Il] choisit d'illustrer les thèmes de la naissance et de la mort avec des images vives d'anges, de démons et de fantômes essayant de percer les voiles de la vie et de la mort, incluant souvent en réalité une bande de nuages, séparant les mondes visibles et invisibles. » L'œuvre d'Avinoff fut exposée dans les années 1940 et 1950, notamment dans Flower Paintings by A. Avinoff, une exposition de 1947 à la Knoedler Gallery de New York, et An Exhibition of Andrey Avinoff: The Man of Science, Religion, Mysticism, Nature, Society and Fantasy .... Rétrospective de 1953 au Carnegie Institute. Après sa retraite en 1945, il entre dans sa période la plus prolifique de peinture, produisant des œuvres pour cinq expositions personnelles, un folio de 120 plantes d'orchidées et d'innombrables autres peintures.

## Professeur et bibliophile
À l’ère de la spécialisation, Avinoff adopte une approche interdisciplinaire dans un large éventail de domaines, démontrant les liens entre la culture, la nature, la science et l’art. Dans tous les domaines de son expertise, Avinoff fait appel à une approche expansive et inspirante, qui attire des auditoires combles aux conférences qu’il donnait dans les amphithéâtres de l’Université de Pittsburgh. Il était un orateur apprécié et ses conférences étaient diffusées à la radio à Pittsburgh. Enseignant en tant que professeur-adjoint dans les départements des beaux-arts et de biologie, Avinoff fut reconnu comme expert en arts décoratifs, d’art persan, en motifs végétaux et animaux et de l’iconographie russe. Sa collection de livres, le plus grand recueil de volumes d’arts décoratifs russes en dehors de la Russie, est aujourd’hui conservée au Hillwood Museum de Washington. La collection est vendue dans les années 1930 aux libraires new-yorkais Simeon Bolan et Israel Perlstein. Elle servit de base à The Icon and the Axe (1966), une étude approfondie de la culture russe réalisée par James H. Billington, alors bibliothécaire du Congrès,.

## Impact culturel et postérité

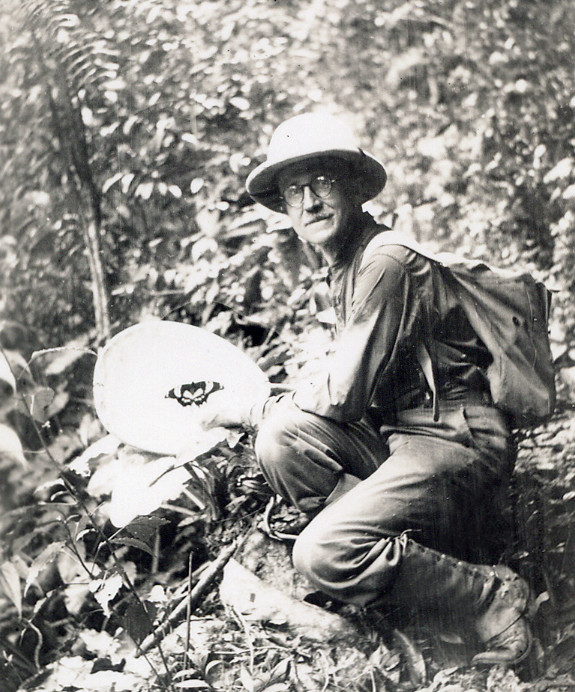
Andrei Avinoff dans les années 1930, collectant des papillons lors d’une expédition en Jamaïque.

Avinoff a été présenté par Geoffrey T. Hellman dans The New Yorker en 1948, et il avait été photographié pour la couverture d'un numéro du magazine Life qui devait paraître à l'automne 1949 lorsqu'il décède en juillet de cette année-là. Igor Sikorsky prononça son éloge funèbre. Depuis la mort d'Avinoff, son art a été redécouvert et son statut comme l'un des plus importants artistes russes émigrés du XXe siècle a été fermement établi. L'exposition Out of Russia: The Art of Chagall, Tchelitchew, and Avinoff (2005), à l'Institut Kinsey de l'Université d'Indiana à Bloomington, situa Avinoff comme un peintre émigré important par rapport à d'autres artistes russes. Il continua à recevoir une reconnaissance croissante en tant qu'artiste homosexuel, « un aspect de sa vie qu'il n'a jamais rendu public » de son vivant. Andrey Avinoff: In Pursuit of Beauty, une exposition rétrospective de l'œuvre d'Avinoff au Carnegie Museum of Art en 2011, attira l'attention internationale sur son travail. La conservatrice Louise Lippincott résume l'héritage d'Avinoff dans le cadre du Mir Iskusstva (l'âge d'argent de l'art russe) dans le catalogue de l'exposition : « Avinoff devrait à juste titre être considéré comme l'un des plus importants survivants de l'âge d'argent de l'art russe à avoir atteint l’Amérique... Non seulement il exprima les idéaux et les pratiques de l'âge d'argent [dans] sa vie et son travail, mais il les a aussi inculqués à la génération suivante d'artistes et d'intellectuels basés à New York qui allaient faire de cette ville le prochain grand centre de la culture moderniste internationale. » En avril-mai 1982, Avinoff et sa famille furent présentés dans le magazine The New Yorker dans une série en deux parties écrite par son petit-neveu Alex Shoumatoff (extrait de son livre de 1982 Russian Blood). Les archives d'Avinoff sont conservées dans les archives et collections spéciales de la bibliothèque Hillman de l'université de Pittsburgh et sont accessibles aux chercheurs et auteurs sérieux. En 1964, l'université reconnu les contributions scientifiques durables d'Avinoff en créant la chaire Avinoff de biologie.
Le romancier d'origine russe, Vladimir Nabokov, plus jeune qu'Avinoff, était lui-même un lépidoptériste distingué. Dans son roman Dar (« Le cadeau »), il crée le personnage de Konstantin Godunov-Cherdyntsev, formidable collectionneur de papillons d'Asie centrale : il se serait inspiré en partie d’Avinoff. Selon le livre de Kurt Johnson et Steve Coates, Nabokov's Blues (1999), Avinoff fut l'une des premières personnes que Nabokov contacta lorsqu'il arriva aux États-Unis. 

## Expositions
- La Société des artistes de Moscou, Moscou, 1903. (Exposition collective)
- L'Académie impériale des beaux-arts, Saint-Pétersbourg, 1910. (Exposition collective)
- Peintures d'A. Avinoff. Galerie Ainslie, New York, 1921.
- Fleurs d'Andrey Avinoff. Cranbrook Institute of Science, Bloomfield Hills, MI, 1945.
- Peintures de fleurs d'A. Avinoff. M. Knoedler & Company, Inc., New York, 2 juin - 20 juin 1947.
- Peintures de fleurs d'Andrei Avinoff. Carnegie Institute, Department of Fine Arts, Pittsburgh, 1948. National Academy of Design, New York, 1948.
- Jardin botanique de New York, 1949.
- Aquarelles d'Andrei Avinoff. Fleurs et papillons. National Audubon Society, New York, du 7 octobre au 26 novembre 1953.
- Une exposition d'Andrei Avinoff : l'homme de science, de religion, de mysticisme, de nature, de société et de fantaisie. Carnegie Institute, Department of Fine Arts, Pittsburgh, *4 décembre 1953 au 3 janvier 1954. [Catalogue de Virginia [E. Lewis ; introduction de Walter Read Hovey.]
- Aquarelles d'orchidées par Andrei Avinoff. Henry Clay Frick Fine Arts Gallery, Cathedral of Learning, University of Pittsburgh, du 10 janvier au 6 février 1961.
- Andrei Avinoff — Peintures botaniques. Hunt Botanical Library, Carnegie Institute of Technology, Pittsburgh, du 2 mai au 15 octobre 1965. [Catalogue de George H. M. Lawrence.]
- Wonderful Wildflowers : Botanical Watercolors by Andrey Avinoff. Carnegie Museum of Natural History, Pittsburgh, 28 avril–décembre 1986.
- Out of Russia; The Art of Chagall, Tchelitchew, and Avinoff. Kinsey Institute, Indiana University, Bloomington, 2005.
- (Exposition collective) Visions through the Apocalypse. The Heritage Gallery of the Edgar Cayce A.R.E. [Association for Research and Enlightenment], Virginia Beach, VA, novembre 2005. [Antonia Shoumatoff, conservatrice.]
- Andrey Avinoff: In Pursuit of Beauty. Carnegie Museum of Art, Pittsburgh, février–juin 2011. [Catalogue de Louise Lippincott.]
- Aquarelles d'orchidées dans les champs de plantation, par Andrei Avinoff (1886–1949). Nassau County Museum of Art, Roslyn Harbor, NY, 12 avril–11 mai 2014.
- Andrey Avinoff: Fantastic Visions. Galerie d'art universitaire de l'Université de Pittsburgh, du 21 octobre au 9 décembre 2022.

## Publications notables
- "Quelques nouvelles formes de Parnassius (Lepidoptera Rhodaloptera)." Transactions of the Entomological Society of London 63 (1916) : 351–360.
- "Descriptions de quelques nouvelles espèces et variétés de Rhopalocera au Carnegie Museum". Annals of the Carnegie Museum 16 (1926) : 355–374.
- "Le Musée d'histoire naturelle : un trésor de plusieurs pays ; une allocution donnée à la radio de l'université de Pittsburgh". Carnegie 2, n° 1 (avril 1928).
- "Les musées et les gens". American Magazine of Art 19 (1928) : 596–601.
- "Un voyage au Tibet occidental". Pittsburgh Record 5 (avril 1931) : 38, 42, 46.
- "Les animaux qui n'étaient pas". Carnegie 6, no 1 (avril 1932) : 3–7.
- Avinoff, Andrei, William J. Holland et Carl Heinrich. « Les lépidoptères collectés par G. M. Sutton sur l'île de Southampton : Rhopalocera, Heterocera. » Mémoires du *Carnegie Museum 12, partie 2, section 5 (décembre 1935) : 3–30.
- Avinoff, Andrei et Nicholas Shoumatoff. « L'été jamaïcain. » Carnegie 14 (novembre 1940) : 175–182.
- « Icônes russes : une exposition de la collection Hann dans les galeries des beaux-arts. » Carnegie 17, no 8 (janvier 1944) : 227–235.
- Hann, George R. (1944). Icônes russes et objets d'art ecclésiastique et décoratif de la collection de George R. Hann. Institut Carnegie. [Introduction et données descriptives par Andrei Avinoff.] https://catalog.hathitrust.org/Record/000406128
- Avinoff, Andrei et Nicholas Shoumatoff. « Une liste annotée des papillons de la Jamaïque ». Annals of the Carnegie Museum 30 (1946) : 263–295. https://www.biodiversitylibrary.org/page/52337183.

```
*« Une analyse de la couleur et du motif des papillons du genre asiatique Karanasa ». Annals of the Carnegie Museum 31 (1950) : 321–330. 
https://www.biodiversitylibrary.org/page/52454239
. 
```

- Avinoff, Andrei et Walter R. Sweadner. « Les papillons Karanasa, une étude de l'évolution ». Annales du Musée Carnegie 32 (1951) : 1–250. https://www.biodiversitylibrary.org/page/52422257.

## Illustrations
- Masson, Thomas L. « Dix maisons de dix auteurs. » Country Life (avril 1924) : 34–41.
- Noel, Sybille (1931). L'oiseau magique de Chomo-Lung-Ma, Contes du mont Everest, le pic turquoise. Doubleday, Doran.
- Golokhvastoff, George V. (1938). Gibel Atlantide : Poema. Obshestva revniteleie russkoi iziashnoi slovesnosti. [Série originale d'Avinoff de 17 illustrations, vers 1935–1938.]
- Avinoff, Andrei (1944). La chute de l'Atlantide, une série d'impressions graphiques du poème. Eddy Press Corporation. [Édition in-folio de photogravures des illustrations vers 1935–1938, avec son propre commentaire.]
- Osborn, Fairfield (1944). Le monde du Pacifique : ses vastes distances, ses terres et la vie qui y règne, et ses peuples. W. W. Norton. Bowman, John G., Ruth Crawford Mitchell et Andrei Avinoff (1947). Salles des nationalités de l'Université de Pittsburgh. University of Pittsburgh Press.

Jennings, Otto Emery (1953). Fleurs sauvages de l'ouest de la Pennsylvanie et du bassin supérieur de l'Ohio. 2 vol. University of Pittsburgh Press. [Volume 2, planches pleine page d'aquarelles d'Andrei Avinoff.]